# René Barjavel
René Barjavel (Nyons, 24 januari 1911 - Parijs, 24 november 1985) was een Frans schrijver, cineast en journalist. Barjavel is vooral bekend gebleven door zijn anticipatieromans. Samen met Jules Verne wordt hij beschouwd als de founding father van de Franse sciencefiction.

## Leven en werk
René Barjavel groeide op in de Drôme, op de grens van de Provence en de Dauphiné. Hij kende een moeilijke jeugd. Getuige daarvan zijn de jaren die hij doorbracht aan het college te Nyons, waar hij uiterst magere schoolresultaten behaalde. René lijkt gedoemd zijn vader op te volgen in de bakkerij, maar het is uiteindelijk zijn leerkracht Frans, Delavalle, die zijn schrijverskwaliteiten ontdekt en René aanzet tot het ontwikkelen van zijn talenten.
Zijn ouders kunnen geen hogere studies betalen en Barjavel oefent in de daaropvolgende jaren verschillende banen uit, zoals bankbediende. Het is slechts in de zomer van 1935 dat hij in contact zal komen met uitgever Robert Denoël die hem vraagt in zijn uitgeverij te komen werken in Parijs. Daar zal Barjavel ook kennismaken met zijn latere vrouw: de Belgische Madeleine de Wattripont.
Zijn nieuwe leven wordt echter bruusk onderbroken door het uitbreken van de Tweede Wereldoorlog. Barjavel maakt de gruwel van de oorlog aan den lijve mee als korporaal. In zijn latere schrijverscarrière zullen deze gebeurtenissen een blijvende invloed hebben.
Het is uiteindelijk in 1943, wanneer hij pas terug is uit de oorlog, dat Barjavel zijn eerste SF-roman publiceert: Ravage, waarin hij op apocalyptische wijze de neergang van de geïndustrialiseerde maatschappij schetst.
Een vervolg op Ravage komt er een jaar later met Le Voyageur Imprudent, waarin een tijdreiziger, Pierre Saint-Menoux, wil te weten komen hoe onze maatschappij er in de toekomst zal uitzien. Dit boek, met een sterke anti-utopische inslag wordt vandaag de dag beschouwd als een van de klassiekers van de SF, door het feit dat het als eerste de fameuze grootvaderparadox beschrijft.
Barjavel beperkt zich echter niet tot het schrijven van romans, maar is in de jaren 50 en begin jaren 60 vooral scenarist en dialoogschrijver van films. Zo schrijft hij samen met regisseur Julien Duvivier onder andere het scenario van Le Petit Monde de don Camillo (1952) en van Le Retour de don Camillo (1953).
In de late jaren 60 neemt zijn literaire carrière een beslissende wending bij de publicatie van La nuit des temps, zijn bekendste roman die een enorm succes kende en nog steeds heel populair is in Frankrijk. De roman vertelt het verhaal van een expeditie op de Zuidpool die de lichamen vindt van twee  mensen die blijken af te stammen van een beschaving die 900 000 jaar geleden blijkt vergaan te zijn in een oorlog.
Aangemoedigd door dit succes schrijft Barjavel in de jaren die daarop volgen verschillende andere romans, waarvan vooral Les Chemins de Katmandou en Le grand secret (met opnieuw een sterke aanwezigheid van de utopie-thematiek) zijn bijgebleven.
Naar het einde van zijn leven toe worden zijn romans steeds filosofischer en pessimistischer over de toekomst van de mensheid. Vooral de ontwikkelingen in de kernenergie en de wapenwedloop tijdens de Koude Oorlog lagen aan de basis van apocalyptische romans zoals Une rose au paradis en La tempête.
Ondanks de veelal pessimistische thematiek, schijnt in al de werken van Barjavel ook veel hoop door. Bijna altijd wordt deze gesymboliseerd door de liefde tussen man en vrouw : Paikan en Elea in La Nuit des temps, Saint-Menoux en Annette in Le Voyageur Imprudent of Roland en Jeanne uit Le grand secret.
Barjavel sterft in 1985 op 74-jarige leeftijd aan de gevolgen van een hartstilstand. Hij werd begraven op het bescheiden kerkhof van Tarendol, vlak bij de Mont Ventoux.